# 龍月駅 (京畿道)
龍月駅（ヨンウォルえき）は、大韓民国京畿道安城市にあった安城線の駅である。

## 歴史
- 1927年9月15日 - 開業[1]。
- 1944年12月1日 - 廃止[2]。